# Bellamya
Bellamya es un género de molusco gasterópodo de la familia Viviparidae en el orden de los Mesogastropoda.

## Especies
Las especies de este género son:
- Bellamya bengalensis (Lamarck, 1822)[1]
- Bellamya capillata (Frauenfeld, 1865)[1]
- Bellamya constricta (Martens, 1889)[1]
- Bellamya contracta (Haas, 1934)[1]
- Bellamya costulata (Martens, 1892)[1]
- Bellamya crassa (Benson, 1836)[2]
- Bellamya crassispiralis Annandale, 1921[3]
- Bellamya crawshayi (Smith, 1893)[1]
- Bellamya dissimilis (Mueller, 1774)[4]
- Bellamya ecclesi (Crowley & Pain, 1964)[1]
- Bellamya heudei guangdungensis (Kobelt, 1906)[5]
- Bellamya hilmandensis (Kobelt, 1909)
- Bellamya jeffreysi (Frauenfeld, 1865)[1]
- Bellamya jucunda (Smith, 1892)[1]
- Bellamya leopoldvillensis (Putzeys, 1898)[1]
- Bellamya liberiana (Schepman, 1888)[1]
- Bellamya manhongensis Zhang, Liu & Wang, 1981
- Bellamya micron Annandale, 1921[6]
- Bellamya monardi (Haas, 1934)[1]
- Bellamya mweruensis (Smith, 1893)[1]
- Bellamya pagodiformis (Smith, 1893)[1]
- Bellamya phthinotropis (Martens, 1892)[1]
- Bellamya robertsoni (Frauenfeld, 1865)[1]
- Bellamya rubicunda (Martens, 1879)[1]
- Bellamya trochlearis (Martens, 1892)[1]
- Bellamya unicolor (Olivier, 1804)[1]